# Inmigración macedonia en Argentina
Muchos macedonios de la Argentina son los descendientes de los "pečalbari" (trabajadores temporales) que vinieron a la Argentina en el siglo XX. Durante la mayor parte del siglo XX los macedonios, al igual que otros grupos como los serbios, croatas, etc, formaban parte de Yugoslavia, y por eso eran simplemente conocidos o registrados como "yugoslavos" al ingresar en Argentina. Muchos decidieron quedarse en la Argentina para la creación de colonias macedonias en la Pampa y otras regiones. La mayoría de los macedonios se puede encontrar en Buenos Aires, La Pampa y Córdoba. Se estimó en 1995 que unos 30.000 macedonios se encontraban en Argentina.
Argentina es el segundo país de América Latina con más macedonios y descendientes tras Brasil, donde vive una comunidad de una población que se estimó en 45.000 personas en el año 1995.
Los macedonios suelen ser representados en la Feria de Colectividades de Mar del Plata, en la Fiesta de las Colectividades de Bahía Blanca (por la Asociación de Residentes de Macedonia en la República Argentina) y en fiestas donde participan las colectividades yugoslavas (como en la provincia de Chaco).

## Prensa
Algunas de las publicaciones de la colectividad macedonia en Buenos Aires, según la Biblioteca Nacional de Argentina fueron:
- La Voz Macedónica (1935-1939)
- Macedonia Federativa (1947-1948)